# Jacques-Luc Barbier-Walbonne
Jacques-Luc Barbier-Walbonne (nacido Jacques-Luc Barbier, en Nimes, el 18 de octubre de 1769  - Passy, 16 de marzo de 1860) fue un pintor de historia y retratista francés, discípulo de Jacques-Louis David, también designado según las fuentes con los nombres de Jean-Luc Barbier-Walbonne, Luc Barbier, J.L. Barbier de Valbonne o Lebarbier de Valbonne.

## Biografía

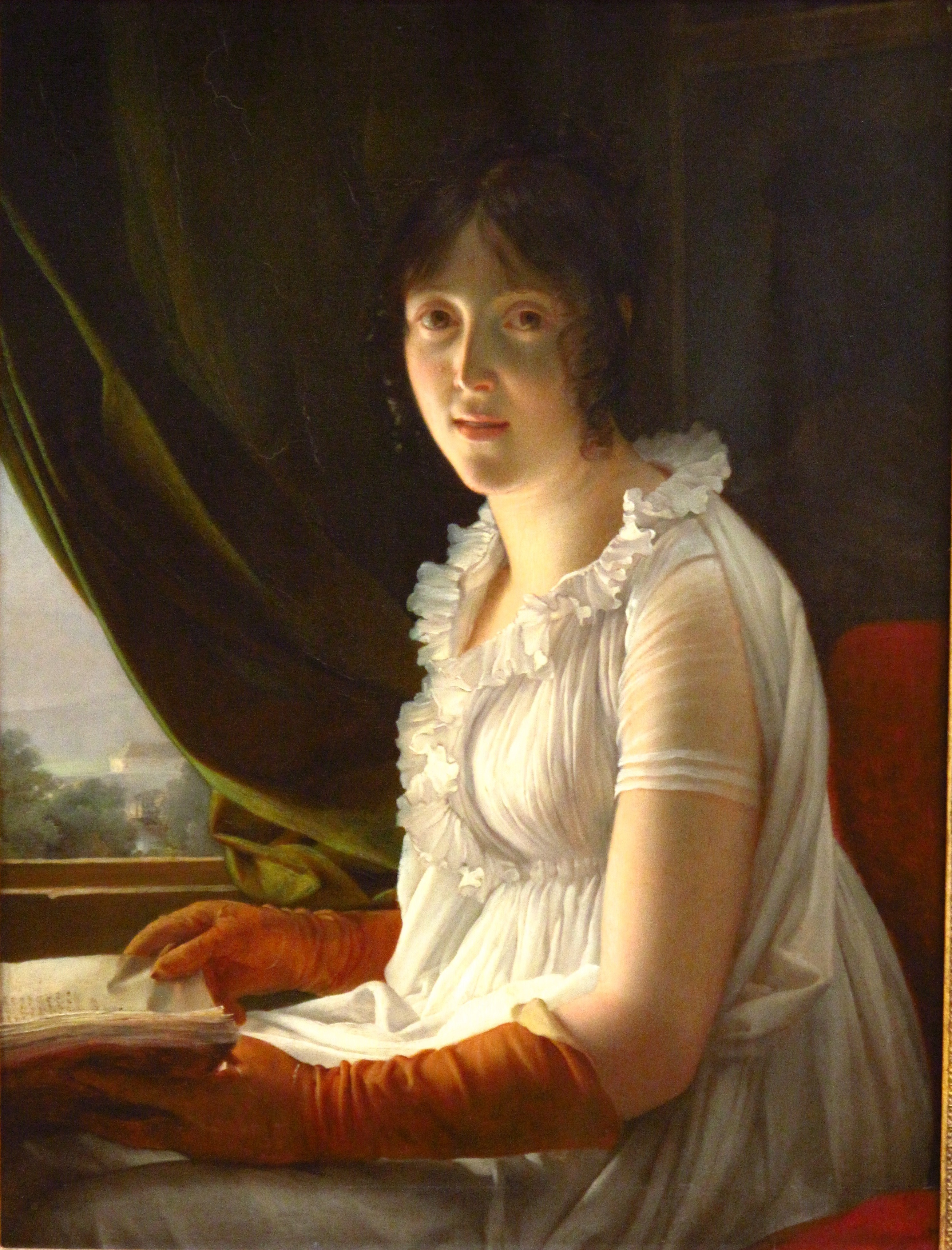
Señora de Barbier-Walbonne, por François Gérard.

Pintó para el rey Luis XVI el retrato de George Washington en los Estados Unidos y bajo el Primer Imperio realizó varios retratos de generales y mariscales.
Durante la Revolución Francesa se unió al 5° regimiento de húsares, donde obtuvo el grado de teniente. En 1794 fue nombrado comisario por los representantes del pueblo en misión, encargado del saqueo de obras de arte en Bélgica. Su actividad revolucionaria fue descrita por Gaston Brière en un artículo en el Boletín de la Sociedad de Historia del Arte Francés, «Le peintre J.L. Barbier et les conquêtes artistiques en Belgique» [El pintor J. L. Barbier y las conquistas artísticas en Bélgica].
Fue ayudante de su amigo y condiscípulo François Gérard para ciertas grandes composiciones. Su compañero de estudios, Jean-Baptiste Isabey pintó su retrato fumando en pipa con el título El fumador; Jean-Auguste-Dominique Ingres también pintó su retrato. Se casó con la cantante Marie-Philippe-Claude de Walbonne (de quien François Gérard pintó un retrato) y tomó su apellido para llamarse Barbier-Walbonne.

## Obra
- Retrato del General Moreau, París, Musée de l'Armée, 1816, según François Gérard.
- Retrato del Mariscal Moncey, Versalles, Museo Nacional del Palacio de Versalles.
- Retrato de Madame la Baronne Fauchet, en Florencia, óleo sobre lienzo, 1812, Alt. 176,8 cm.; L. 131,1 cm, firmado; subasta, Maître Cornette de Saint-Cyr, miércoles 10 de diciembre de 1997, lote 97, no vendido.
- También se le debe una Vista del Templo de Agrigento en Sicilia .